# Riesengleiter
Die Riesengleiter (Dermoptera), auch bekannt als (Riesen-)Gleitflieger, Pelzflatterer, Flattermakis oder Colugos, sind eine zur Gruppe der Euarchontoglires zählende Ordnung der Höheren Säugetiere. Die Ordnung umfasst eine einzige lebende Familie (Cynocephalidae) mit zwei Arten in zwei monotypischen Gattungen, dem Philippinen-Gleitflieger (Cynocephalus volans) und dem Malaien-Gleitflieger (Galeopterus variegatus, synonym auch Cynocephalus variegatus). Beide Arten leben in Südostasien und ernähren sich ausschließlich pflanzlich. Sie sind etwa katzengroß und können mit ihrer charakteristischen Flughaut, die eine Spannweite von 70–120 cm aufweist, weite Gleitflüge unternehmen.
Die Ordnung der Riesengleiter wurde 1811 von Johann Karl Wilhelm Illiger aufgestellt.

## Körperbau

### Allgemeines
Riesengleiter sind etwa katzengroß, jedoch deutlich leichter gebaut. Je nach Art beträgt die Gesamtlänge 56 bis 69 Zentimeter bei einer Kopf-Rumpf-Länge von 34 bis 42 Zentimetern und einer Schwanzlänge von 22 bis 27 Zentimetern. Das Gewicht liegt üblicherweise bei 1 bis 1,75 Kilogramm. Die Spannweite beträgt meist 70 Zentimeter, maximal 120 Zentimeter. Im Mittel ist der Malaien-Gleitflieger größer als der Philippinen-Gleitflieger, die Unterschiede sind allerdings minimal.
Das weitgehend rindenfarbene Fell der Riesengleiter hat auf grauem bis braunem Grund eine variable Zeichnung mit weißen, braunen und schwarzen Flecken. Vorder- und Hintergliedmaßen weisen ungefähr die gleiche Länge auf und sind sehr lang und dünn. Die Krallen der Finger sind lang und kräftig, der kurze Daumen kann den anderen Fingern nicht gegenübergestellt werden. Der windhundartig spitze Kopf war für den wissenschaftlichen Namen der rezenten Gattung (Cynocephalus = „Hundskopf“) namensgebend. Die großen Augen haben etwa die gleiche Größe wie die relativ kleinen Ohren.

### Flughaut

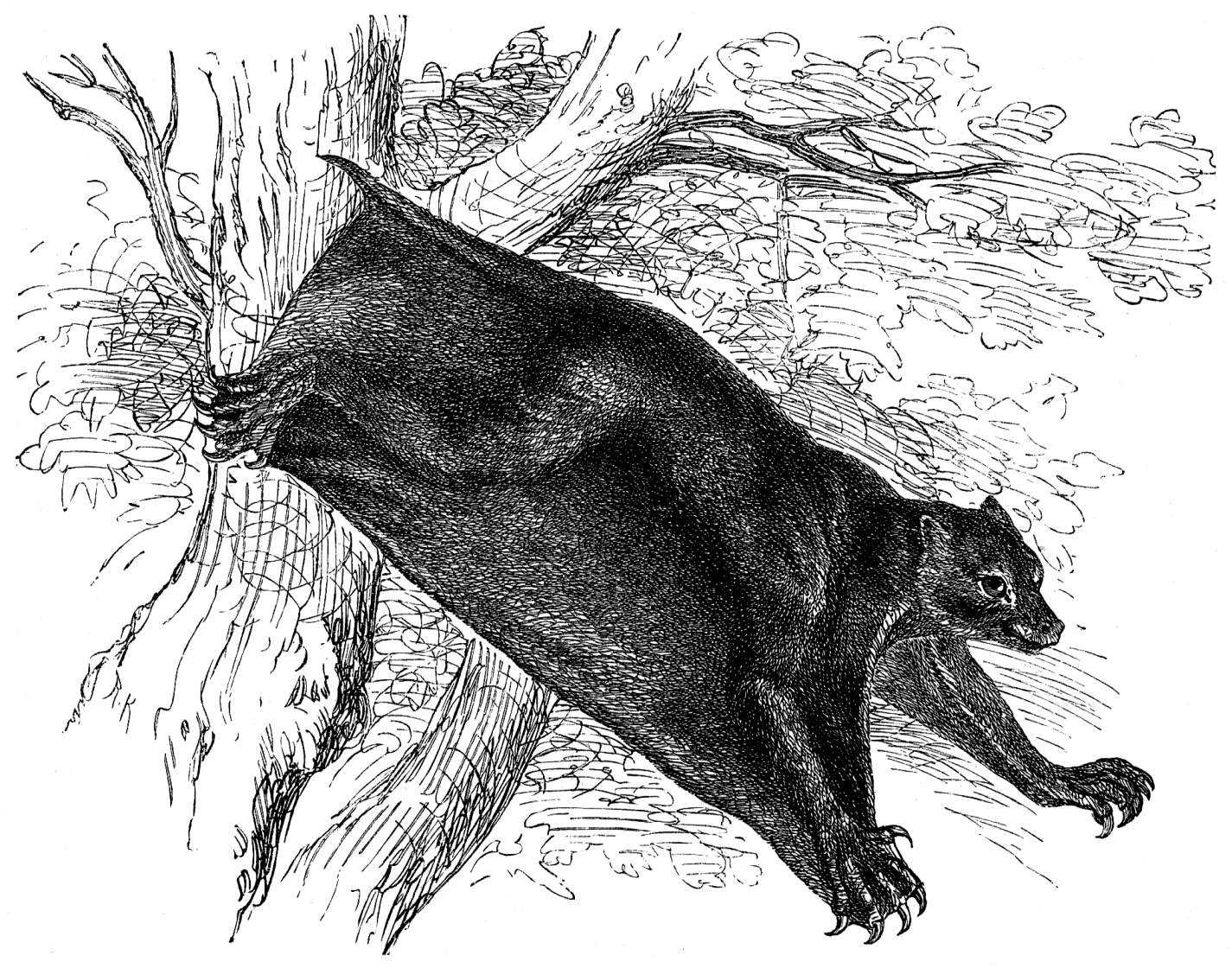
Pelzflatterer aus Brehms Thierleben, 1883

Charakteristisch für die Riesengleiter ist die Flughaut (Patagium), mit deren Hilfe sie zu Gleitflügen bis zu 70 Metern befähigt sind. Sie besteht aus einer Hautmembran, die zwischen Hals- und Vordergliedmaßen (Halsflughaut, Propatagium), Vorder- und Hintergliedmaßen (Flankenflughaut, Plagiopatagium) sowie zwischen Schwanz und Hintergliedmaßen (Schwanzflughaut, Uropatagium) gespannt ist. Die Gliedmaßen und der Schwanz werden vollständig in die Flughaut einbezogen, nur die Krallen der Finger und der Zehen ragen darüber hinaus. Die Flughautabschnitte zwischen den Fingern und Zehen werden dabei als Chiropatagium bezeichnet.
Die Flughaut ist behaart und auf der Oberseite grau oder braun gefärbt und hell gefleckt, die Unterseite ist heller beige bis leuchtend orange und fleckenlos. Die Fläche der Flughaut ist sehr viel größer als die anderer gleitfähiger Säugetiere wie der Gleitbeutler und der Gleithörnchen.

### Schädel und Gebiss
Der Schädel der Riesengleiter weist außer der Bezahnung kaum Besonderheiten gegenüber dem typischen Säugerschädel auf. Die Schnauzenregion ist flach und breit ausgebildet, ein Scheitelkamm ist nicht vorhanden. Die Augenhöhle ist nicht vollständig geschlossen, der Ring zwischen Jochbein und Stirnbein ist hinter dem Auge unterbrochen. Der Hirnschädel ist für die Körpergröße der Tiere relativ klein. Als Besonderheit des Gehörs ist das Trommelfell horizontal ausgebildet.
Die 34 Zähne der Gleitflieger sind klein, die Zahnformel lautet 2/3–1/1–2/2–3/3. Das hochspezialisierte Gebiss der Riesengleitflieger gleicht keinem eines anderen Säugetiers und ist speziell an seine Nahrung angepasst.
Ähnlich wie bei verschiedenen Arten von Wiederkäuern befinden sich im vorderen Oberkiefer keine Zähne, die beiden Schneidezähne, von denen der erste vergleichsweise klein ist, stehen an der Seite des Kieferbogens vor den Eckzähnen. Der zweite obere Schneidezahn weist zwei Zahnwurzeln auf; dies ist unter den Säugetieren einzigartig. Auch die Schneidezähne des Unterkiefers und die Eckzähne sind zweiwurzelig. Die unteren Schneidezähne bilden einen Zahnkamm, ein Merkmal, das sich in ähnlicher Form auch bei den Feuchtnasenaffen findet. Die Zahnspitzen sind entsprechend in bis zu 20 zinkenähnliche Gebilde pro Zahn unterteilt. Die Funktion dieser Zähne ist noch unbekannt, vermutlich dienen sie zum Filtern von Baumsäften oder zu einer verbesserten Reinigung des Fells. Die Backenzähne sind dreieckig geformt und mit fünf Höckern ausgestattet.

### Weichteilanatomie
Der Magen der Riesengleiter ist langgestreckt und sackförmig sowie im hinteren Bereich mit zusätzlichen Divertikeln versehen. Er kann große Mengen von pflanzlicher Nahrung recht schnell verdauen und an den anschließenden, relativ kurzen Dünndarm weiterführen. Um die schwer verdauliche Zellulose weitestgehend zu verwerten, haben Riesengleiter einen langen Blinddarm (Caecum) entwickelt und der vordere Bereich des Dickdarms ist mit zusätzlichen Aussackungen ausgestattet. Diese beherbergen Mikroorganismen, welche schwer verdauliche Teile nutzbar machen. Insgesamt ist der Darm der Tiere bis zu neun Meter lang und damit etwa neunmal so lang wie die Tiere selbst (Kopf-Rumpf-Länge).
Die Weibchen sind mit einer zweiteiligen Gebärmutter versehen, einem sogenannten Uterus duplex. Die Hoden der Männchen liegen meistens außerhalb der Bauchhöhle im Hodensack (Skrotum), können aber auch in der Leistenregion eingebettet sein.
Die Muskulatur an den Gliedmaßen ist sehr kräftig, da verschiedene Aktionen im Zusammenhang mit dem Gleitflug, unter anderem die Ausspannung der Flughaut, sehr viel Kraft erfordern. Die Strecker überwiegen gegenüber den Beugern. Die Beuger setzen am Knochen sehr weit von den Gelenken entfernt an; diese günstige Anordnung spart Kraft und ermöglicht erst, dass der gesamte Körper von der Flughaut umspannt wird.

## Verbreitung und Lebensraum

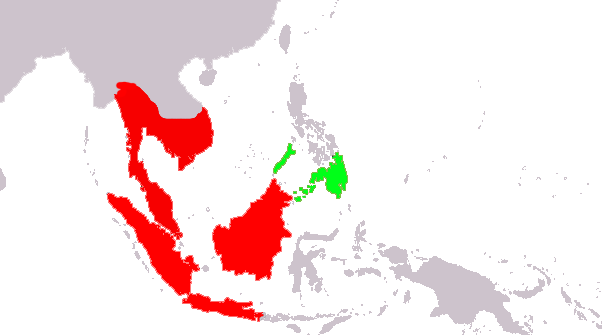
Verbreitungsgebiet der Riesengleiter.
Rot: Malaien-Gleitflieger (Galeopterus variegatus)
Grün: Philippinen-Gleitflieger (C. volans).

Riesengleiter leben in Südostasien. Das Verbreitungsgebiet des Malaien-Gleitfliegers umfasst das südliche Indochina, Thailand, Malaysia und das westliche Indonesien bis Borneo und Java, während der Philippinen-Gleitflieger nur auf den südlichen Philippinen vorkommt.
Die beiden heute lebenden Arten bewohnen in ihrem Verbreitungsgebiet tropische Wälder. Vor allem der Malaien-Gleitflieger ist zudem in den Kokosplantagen der Region anzutreffen.

## Lebensweise

### Allgemeines
Riesengleiter sind vorwiegend nachtaktive Baumbewohner und kommen nur selten auf den Boden. Den Tag verbringen sie in Baumhöhlen oder an Ästen und Baumstämmen hängend in Höhen von 25 bis 50 Metern. Sie bevorzugen dabei vor allem hohe und hohle Bäume an abschüssigen Hängen, von denen sie schnell abspringen und weit gleiten können. Durch Klopfen an den Bäumen oder andere laute Geräusche sind sie sehr leicht zu verscheuchen, bei Waldbränden bleiben sie jedoch im Regelfall an ihrem Baum und verbrennen.
Die Nachtaktivität schützt die Tiere vor Feinden, da viele große Beutegreifer wie der Affenadler tagaktiv sind. Wenn sie an Stämmen oder Ästen hängen, ist die Flughaut meist wie ein Mantel ausgebreitet; in Kokosplantagen rollen sich Riesengleiter zwischen Palmwedeln oft kugelähnlich zusammen. Beim Auftauchen eines Greifvogels spannen sie das Patagium und fliehen gleitend.
In der Nacht gehen sie auf Nahrungssuche, wobei sie oft zu bereits bekannten Bäumen gleiten. Riesengleiter sind prinzipiell Einzelgänger, doch oft ernähren sich mehrere Riesengleiter gleichzeitig an einem Baum. Die Reviergröße beträgt rund 6 bis 13 Hektar, die Territorien überlappen sich jedoch großflächig. Sie sind langsame und ungeschickte Kletterer, doch mit den faultierähnlich ausgerichteten Krallen können sie sich ähnlich diesen sehr gut kopfüber an waagerechten Ästen bewegen.
Die Lautäußerungen von Riesengleitern sind bis jetzt nicht sehr gut erforscht, doch geringe Erkenntnisse liegen vor: Die entenähnlichen Schreie werden vor allem von Jungtieren ausgestoßen, die Lautäußerungen der Alttiere sind sehr ähnlich, werden jedoch nur selten ausgestoßen.

### Der Gleitflug
Wenn ein Riesengleiter von einem Baum zu einem anderen wechselt, breitet er seine Gleitmembran aus und springt vom Baum ab. Mit Hilfe des stereoskopischen Sehens können Riesengleiter vor einem Flug den Landepunkt einschätzen. Die Gleitflüge erfolgen im Normalfall über Strecken von 50 bis 70 Metern, es wurden jedoch auch schon Gleitflüge von 100 Metern und mehr beobachtet. Bei einem Rekordgleitflug von 136 Meter Weite betrug der Höhenverlust 12 Meter. Eventuell sind weitere Gleitflüge möglich, doch diese Weite wurde als bisher größte verzeichnet. Allerdings ist das Tier bei dieser Fortbewegungsweise kaum fähig, die Flugbahn zu beeinflussen. Sobald es am anvisierten Baum gelandet ist, klettert es wieder nach oben, um den Höhenverlust auszugleichen. Eine Landung auf dem Boden wird stets vermieden.

### Ernährung
Riesengleiter ernähren sich vor allem von Blättern, daneben werden auch Früchte, Blütenknospen, Flechten und Ameisen verzehrt. Die Pflanzennahrung wird meist mit den Vorderpfoten vor das Maul gezogen, wo dann mit Hilfe der kräftigen Zunge und der unteren Schneidezahnreihe die Nahrung abgezupft wird. Ähnlich wie andere Baumbewohner beziehen sie die Flüssigkeit, die sie zum Überleben brauchen, aus ihrer Nahrung (vor allem bei nassen Blättern ist eine maximale Feuchtigkeitsaufnahme gewährleistet) und dem Niederschlag.
Die Entleerung des Darmes erfolgt senkrecht hängend mit weit zurückgeschlagener Schwanzflughaut, da sich die Tiere aufgrund der ventral vor dem Schwanzansatz liegenden Afteröffnung sonst selbst beschmutzen würden.

### Natürliche Feinde
Die langsame Fortbewegung im Kronenraum und die langen Gleitflüge mit niedriger Geschwindigkeit machen Riesengleiter zu einer leichten Beute für Greifvögel. Ein besonders intensiver Riesengleiterjäger ist der Affenadler (Pithecophaga jefferyi). Philippinen-Gleitflieger zählen zu seiner Hauptbeute. Schätzungen zufolge sind 90 % seiner Beute Riesengleiter.

## Fortpflanzung und Entwicklung
Die Geschlechtsunterschiede bei Riesengleitern sind nicht auffällig. Während die Weibchen eher graue Felltöne vorweisen, sind die Männchen eher rötlich-bräunlich. Überdies sind Weibchen ein wenig größer.
Nach rund 60-tägiger Tragzeit kommen meist ein, selten zwei Jungtiere zur Welt. Diese sind bei der Geburt rund 35 Gramm schwer und auffallend unterentwickelt – sie befinden sich auf einem Entwicklungsniveau, das beinahe dem neugeborener Beuteltiere entspricht. Sie werden von der Mutter in der gefalteten Gleitmembran geborgen und bis zur Entwöhnung, die nicht vor dem 6. Lebensmonat stattfindet, getragen. Obwohl das Weibchen in dieser Zeit seltener gleitet, ist dies möglich, da das Uropatagium zwischen Hintergliedmaßen und Schwanz eine beutelähnliche Tasche bildet, in der das Junge transportiert werden kann. Das Jungtier klammert sich zudem mit den Krallen an der Flughaut sowie mit den Zähnen an einer der zwei Zitzen der Mutter fest. Zum Schlafen hängt sich das Muttertier faultierähnlich an einen Ast; das Jungtier nutzt seine Mutter dann ähnlich einer Hängematte als Schlafplatz.
Riesengleiter gleichen die geringe Anzahl an Jungtieren pro Wurf durch eine hohe Regelmäßigkeit der Fortpflanzung aus; oft ist das Weibchen trächtig, bevor es sein voriges Jungtier entwöhnt hat. Über das Alter bei Erreichen der Geschlechtsreife ist nichts bekannt, doch meist sind sie nach zwei bis drei Jahren zumindest bezüglich der Körpergröße ausgewachsen. Über das Gesamtlebensalter ist bis jetzt auch nur wenig bekannt, doch bei einem Tier wurde ein Alter von mindestens 17,5 Jahren nachgewiesen. Allgemeine Vermutungen gehen davon aus, dass Riesengleiter langlebig sind.

## Systematik

### Stammesgeschichte
Die Ordnung der Riesengleiter ist fossil bereits seit dem Paläozän und Eozän belegt, erreichte jedoch nie eine große Formenfülle. Reste der frühen Art Planetetherium mirabile wurden in Nordamerika gefunden und stammen aus dem oberen Paläozän. Hier kam Ellesmene im Unteren Eozän bis nördlich des Polarkreises vor und wurde dort in der Margaret-Formation nachgewiesen. Die Region war damals aber durch warmes bis subtropisches Klima geprägt. Dermotherium aus dem Eozän Thailands ähnelte bereits sehr den heutigen Formen. Neben der rezenten Familie sind fünf weitere fossil überliefert. Unterschieden werden hier die Plagiomenidae, Cyriacotheriidae, Thylacaelurinae und die Mixodectidae.

### Externe Systematik
Die systematische Einteilung dieser Gruppe war lange umstritten. Man betrachtete sie als Verwandte der Insektenfresser oder Fledertiere, auch eine Zuordnung zu den Primaten und den Raubtieren kam vor. In Brehms Thierleben wird diese Unsicherheit bereits 1883 geschildert:
„Linné stellt sie zu den Halbaffen, Cuvier zu den Fledermäusen, Geoffroy zu den Raubthieren, Oken zu den Beutelthieren und Peters endlich, wohl mit Recht, zu den Kerbthierfressern, deren Reihe sie eröffnen. Entsprechend der Unsicherheit der Forscher heißt die bekannteste Art unter anderen noch geflügelter Affe, Flattermaki, fliegende Katze, wundersame Fledermaus usw.“
Auf morphologischer Basis ist eine Zuordnung der Riesengleiter als Schwestertaxon der Fledertiere (Chiroptera) naheliegend, beide würden in dem Fall das Taxon Volitantia bilden. Beide Tiergruppen teilen eine Reihe von Merkmalen, die auf eine gemeinsame Abstammung schließen lassen. So haben beide Taxa eine Flughaut, die sich auch zwischen den Fingern fortsetzt. Hinzu kommen Verschmelzungen in der Handwurzel (Verwachsung von Centrale, Scaphoid und Lunatum zu einem Knochen) sowie eine teilweise Verschmelzung der Unterarmknochen im distalen Bereich. In der Schwanzflughaut ist in beiden Taxa ein spezieller Muskel, der Musculus humeropatagialis enthalten, außerdem sind der 4. und 5. Zehenstrahl verlängert und die Sehnen des Flexor mit einem passiven Haltemechanismus ausgestattet. Weitere Gemeinsamkeiten finden sich im Aufbau der Zähne, der Brustkorbmuskulatur und der knöchernen Ohrkapsel.
Anhand des Vergleichs der Morphologie des mittleren Ohres von Riesengleitern und einem Primaten der Gattung Pleisiadapis aus dem Paläozän ist aber auch die Schlussfolgerung möglich, dass die Riesengleiter eng mit den Primaten zusammenhängen könnten. Diese Vermutung wurde 1964 erstmals durch Kai Simons publiziert. Spätere Untersuchungen auf der Basis mitochondrialer DNA, die eine Einordnung der Riesengleiter innerhalb der Primaten als Schwestergruppe der Anthropoidea („Eigentliche Affen“) befürworteten und diese somit als natürliches Taxon aufspalten würden, konnten widerlegt werden, nachdem der Abgleich der mtDNA-Stränge wiederholt worden war und weil DNA-Elemente, die bei allen rezenten Primatengruppen vorkommen, den Riesengleitern fehlen. Molekulargenetische Untersuchungen aus dem Jahr 2007 teilten die Riesengleiter den Euarchontoglires zu, wo sie das Schwestertaxon der Primaten bilden. Die Gemeinsamkeiten mit den Fledertieren, die demnach den Laurasiatheria zugeschlagen werden, wären in diesem Fall als konvergente Merkmale anzusehen:
|               | Spitzhörnchen (Scandentia)                                                         |
|               |                                                                                    |
| Primatomorpha | \| \| Riesengleiter (Dermoptera) \| \| \| \| \| \| Primaten (Primates) \| \| \| \| |
|               | \| \| Riesengleiter (Dermoptera) \| \| \| \| \| \| Primaten (Primates) \| \| \| \| |
|               | Riesengleiter (Dermoptera)                                                         |
|               |                                                                                    |
|               | Primaten (Primates)                                                                |
|               |                                                                                    |

|  | Riesengleiter (Dermoptera) |
|  |                            |
|  | Primaten (Primates)        |
|  |                            |

|  | Hasenartige (Lagomorpha) |
|  |                          |
|  | Nagetiere (Rodentia)     |
|  |                          |

|               | Spitzhörnchen (Scandentia)                                                         |
|               |                                                                                    |
| Primatomorpha | \| \| Riesengleiter (Dermoptera) \| \| \| \| \| \| Primaten (Primates) \| \| \| \| |
|               | \| \| Riesengleiter (Dermoptera) \| \| \| \| \| \| Primaten (Primates) \| \| \| \| |
|               | Riesengleiter (Dermoptera)                                                         |
|               |                                                                                    |
|               | Primaten (Primates)                                                                |
|               |                                                                                    |

|  | Riesengleiter (Dermoptera) |
|  |                            |
|  | Primaten (Primates)        |
|  |                            |

|  | Hasenartige (Lagomorpha) |
|  |                          |
|  | Nagetiere (Rodentia)     |
|  |                          |

Außerdem konnte auch die Monophylie der Riesengleiter genetisch bestätigt werden, da nur bei ihnen bislang eine spezielle Gruppe der so genannten short interspersed nuclear elements (SINEs) nachgewiesen werden konnte. Diese bestehen im Regelfall bei allen Angehörigen der Euarchonta aus Abschnitten, die tRNA homolog sind und weiteren Abschnitten ohne Äquivalenz zur tRNA. Die bei den Riesengleitern gefundenen SINEs enthalten nur tRNA-homologe Abschnitte und werden entsprechend als tSINE bezeichnet. Bislang ist dieser Aufbau der SINE bei Säugetieren einzigartig.

### Interne Systematik

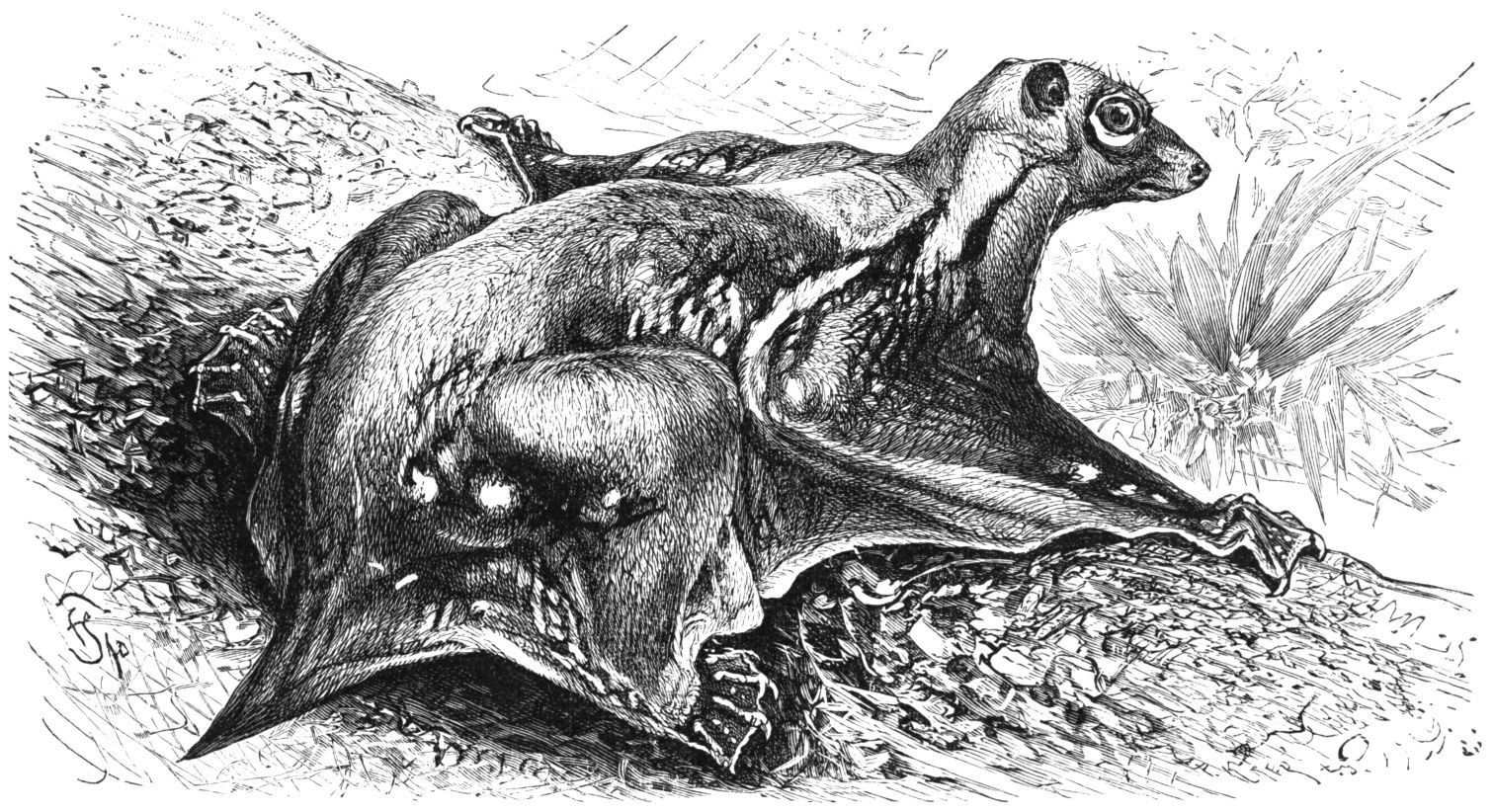
Philippinen-Gleitflieger (Cynocephalus volans)

Die erste wissenschaftliche Beschreibung der Riesengleiter stammt von Johann Karl Wilhelm Illiger aus dem Jahr 1811. In seinem Werk Prodromus Systematis Mammalium et Avium, welches auf der königlichen Naturaliensammlung Wilhelm von Humboldts aufbaute, beschrieb Illiger eine große Zahl neuer Gattungen, benutzte konsequent ein biologisches Artkonzept und trug wesentlich zur Einführung der Familie als systematische Rangstufe bei. Die beiden Arten wurden dagegen schon früher von Carl von Linné (Cynocephalus volans, 1758) und Jean Baptiste Audebert (Galeopterus variegatus, 1799) beschrieben.
Früher wurden die beiden rezenten Arten in eine gemeinsame Gattung Cynocephalus eingeordnet. Aufgrund von morphologischen Unterschieden zwischen den beiden Arten, vor allem im Aufbau der Zähne, die bei dem Malaien-Gleitflieger für härtere Nahrung als beim Philippinen-Gleitflieger beschaffen sind, findet sich in der neueren Literatur für den Malaien-Gleitflieger der wissenschaftliche Name Galeopterus variegatus (Erstbeschreibung durch Oldfield Thomas 1908), wodurch die Arten in zwei verschiedene Gattungen gestellt werden.

## Riesengleiter und Menschen
Die Lebensweise der Riesengleiter macht eine Bestandszählung oder Schätzung schwierig, doch der Malaiengleitflieger ist zahlreicher als der Philippinen-Gleitflieger. Beide Arten gelten teilweise als Schädlinge, da sie sich unter anderem als Kulturfolger in Kokosplantagen ansiedeln und sich dort von den Blüten der Kokospflanzen oder den Knospen ernähren.
Ein hoher Bestandsverlust durch Jagd ist vor allem für den Philippinen-Gleitflieger zu verzeichnen, der aufgrund seines weichen Fells und seines Fleisches, welches mancherorts als Delikatesse gilt, gejagt wird. Der Malaien-Gleitflieger wird vor allem bekämpft, weil er Schäden in den Plantagen anrichtet. Dies gestaltet sich meist einfach, da die Tiere in jeder Nacht oft ähnliche oder gleiche Routen wählen. Die Filipinos zielen hierbei mit Reichweitewaffen, meist Pfeil und Bogen, auf die regelmäßig benutzten Landeplätze der Tiere und feuern im Moment der Landung ab. Die beständige Abholzung der Regenwälder auf den südostasiatischen Archipelen ist eine weitere Bedrohung. Die IUCN listet dennoch beide Arten als nicht gefährdet (least concern, Stand 2008). Als effektivste Schutzmaßnahme für Riesengleiter ist das Einrichten von Naturschutzgebieten anzusehen.
Die Haltung der Tiere ist bislang nicht möglich, da unter anderem die aus Blättern, Knospen und Blüten bestehende Nahrung außerhalb ihres Lebensraumes nur schwer zu beschaffen ist. Der Großteil der Tiere stirbt in den ersten Tagen der Haltung an Verdauungsstörungen. In Kuala Lumpur (Malaysia) gelang am Institut für medizinische Forschung der Stadt die bisher längste Haltung von Riesengleitern: Drei Exemplare konnten eine Zeit lang mit einer Diät aus Bananen, Papayas, Mangos, Salat und Blättern wilder Passionsblumen gehalten werden. Bei dieser Ernährung starb das letzte Tier nach 15 Wochen. Höchstwahrscheinlich wird es in absehbarer Zeit keine Möglichkeit geben, Riesengleiter in Gefangenschaft zu halten, zu beobachten oder zu vermehren.